# بیکرزویل (مریلند)
بیکرزویل (به انگلیسی: Bakersville) یک منطقهٔ مسکونی در ایالات متحده آمریکا است که در مریلند واقع شده‌است. بیکرزویل ۳۰ نفر جمعیت دارد و ۱۲۸٫۹۳ متر بالاتر از سطح دریا واقع شده‌است.